# 大衛·阿蘭·巴斯凱
大衛·阿蘭·巴斯凱（英語：David Alan Basche，1968年8月25日—）是美國的一位演員。巴斯凱出生在康涅狄格州哈特福，他曾就讀於埃默森學院並學習表演藝術。